# جرمانیو
جرمانیو (به ایتالیایی: Germagno) یک کومونه در ایتالیا است که در استان وربانو-کوزیو-اوسولا واقع شده‌است.

## خصوصیات
جرمانیو ۲٫۹ کیلومترمربع مساحت و ۲۰۵ نفر جمعیت دارد و ۶۰۲ متر بالاتر از سطح دریا واقع شده‌است.